# Victoria Mxenge
Victoria Mxenge, född 1 januari 1942 i King Williams Town, Östra Kapprovinsen, Sydafrika, död 1985, var en uppmärksammad apartheidmotståndare. 
Mxenge var en sjuksköterska och barnmorska som började studera juridik efter att ha arbetat extra en tid vid maken Griffith Mxenges advokatbyrå. Hon blev färdigutbildad advokat år 1981. Hennes make blev fängslad och senare mördad den 19 november 1981 och hittades svårt knivskuren invid en fotbollsplan. Efter makens död fortsatte Victoria avdokatbyrån. Makens död inspirerade henne att bli aktiv inom United Democratic Front  (UDF) och hon var en av ledarna för Natal Organisation of Women (NOW). Hon kämpade i många år för mänskliga rättigheter och gav juridiskt bistånd åt ungdomar och studenter som behandlades illa av apartheidregimens säkerhetspolis. Hon deltog även i försvaret av apartheidmotståndare vid domstolen i Pietermaritzburg.
Victoria Mxenge mördades 1985 av agenter under ledning av Dirk Coetzee, anställda av apartheidregimen, strax innan en rättegång hon skulle deltaga i som försvarare och som hon förberett noga bland annat genom att skaffa bevis.
Människor blev mycket omskakade och upprörda över mordet och över tio tusen besökare deltog vid hennes begravning och Nelson Mandela och Oliver Tambo  bland andra sände kondoleanser. Mordet blev även internationellt uppmärksammat, bland annat fördömde Ronald Reagans administration i USA illdådet. 
År 1987 avslog en domstol i Durban en formell ansökan att öppna fallet för att utreda hennes död och finna hennes mördare och angav som orsak till avslaget att det redan var klarlagt att hon dött på grund av huvudskador orsakade av okända gärningsmän. Efter att apartheid fallit år 1994 hördes hennes mördare av Sydafrikas sannings- och försoningskommission men hennes familj anser än idag att rättvisa inte skipats.